# Weeekly
Weeekly (кор. 위클리; читается как Викли) — южнокорейская гёрл-группа, сформированная в 2020 году компанией IST Entertainment (ранее Play M Entertainment и Plan A Entertainment). Коллектив состоит из шести участниц: Суджин, Мандей, Соын, Джехи, Джихан, Зоа. Дебют состоялся 30 июня 2020 года с мини-альбомом We Are.
1 июня 2022 года группу покинула Джиюн.

## Название
Название группы, Weeekly, взято из роли участницы, отвечающей за каждый день недели, поскольку ключевая фраза гласит, что «каждый день приносит новую и особенную неделю».

## Карьера

### Пре-дебют
С самого начала проекта многие стажёрки покинули агентство. Суджин, Джиюн и Соын были участницами шоу на выживания JTBC Mix Nine, причём Суджин была центром девушек-участниц, когда шоу впервые стартовало. Однако 8 января 2018 года Суджин покинула с шоу после травмы в результате дорожно-транспортного происшествия и получила экстренную операцию.
В октябре 2018 года Fave Entertainment объявили о своих планах дебютировать в новую женскую группу, временно названной Fave Girls (кор. 페이브 걸즈, стилизуется как FAVE GIRLS). В состав вошли Суджин, Джиюн, Мандей, Соын и Джэхи. Впоследствии группа была переименована в PlayM Girls (кор. 플레이엠 걸즈) после слияния Plan A Entertainment и Fave Entertainment. В результате слияния был создан Play M Entertainment, 1 апреля 2019 года.

### 2020: Дебют сWe AreиWe Can

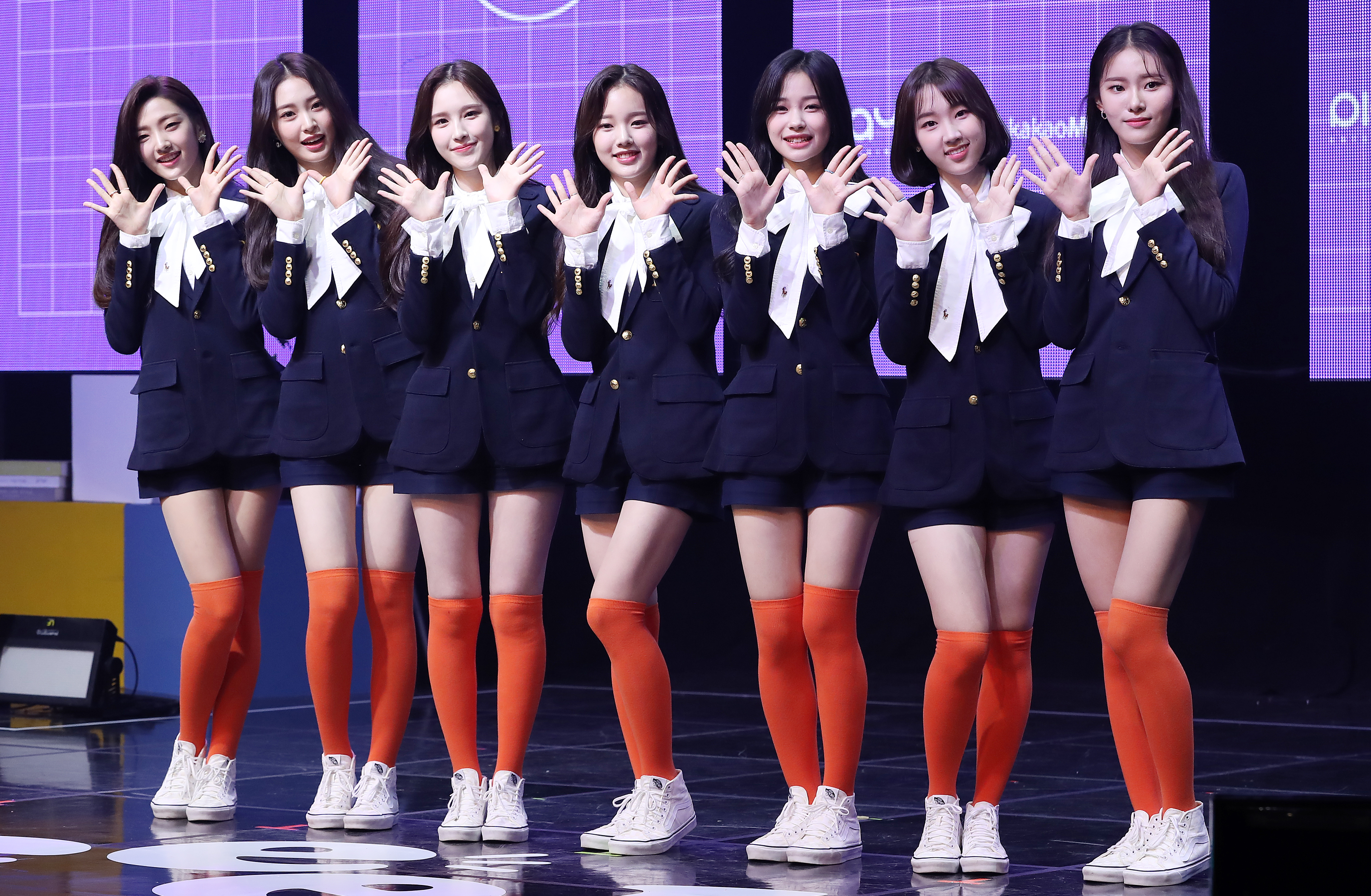
Weeekly в июне 2020 года.

8 мая 2020 года Play M Entertainment объявили, что PlayM Girls дебютируют в июне. 11 мая было объявлено, что название группы — Weeekly, а все семь участниц группы и их фотографии в профиле были раскрыты. 12 июня было объявлено, что дебютный мини-альбом группы We Are выйдет 30 июня.
30 июня музыкальное видео для ведущего сингла «Tag Me (@Me)» было выпущено за 18 часов до выхода альбома. Впоследствии We Are был выпущены в цифровом формате. В тот же день группа провела пресс-конференцию. Первоначально у группы также был запланирован дебютный шоукейс через V Live, но пожар, вспыхнувший недалеко от места проведения, привёл к отмене мероприятия. Музыкальное видео «Tag Me (@Me)» набрало 10 миллионов просмотров за первые 7 дней, в то время как альбом разошёлся тиражом более 10 000 копий в течение первых 8 дней.
23 августа группа объявила своё официальное название фэндома — Daileee (рус. Дэйли) что означает «без Daileee (Daily) Weeekly не может существовать». 28 сентября Корейский форум потребителей наградил группу премией «Новый женский артист года», используя данные опроса более 550 000 корейцев.
Группа выпустила свой второй мини-альбомы We Can 13 октября с ведущим синглом «Zig Zag». 15 октября состоялся шокейс на M Countdown. Хореография отличалась тем, что включала в танец 4,5-килограммовые кубики, которые участницы толкали по сцене. Песня набрала 10 миллионов просмотров на YouTube в течение четырёх дней, побив их предыдущий рекорд.

### 2021—2022:We Play,Play Game: Holiday,Play Game: Awakeи уход Джиюн
Группа выпустила свой третий мини-альбом We Play с «After School» в качестве ведущего сингла 17 марта.
28 мая группа выпустила сингл «7Days Tension» в сотрудничестве с южнокорейским брендом очков Davich.
4 августа Weeekly выпустили четвертый мини-альбом Play Game: Holiday с ведущим синглом «Holiday Party».
28 февраля 2022 года было объявлено, что Джиюн временно возьмет перерыа из-за напряжения и беспокойства.
Группа выпустила свой первый сингловой-альбом Play Game: Awake 7 марта, с ведущим синглом «Ven Para».
1 июня было подтверждено, что Шин Джиюн покинет группу из-за продолжающегося напряжения и беспокойства, и что Weeekly продолжит продвижение в составе шести участниц.

### 2023—н.в:Queendom PuzzlиColoRise
24 апреля было подтверждено, что некоторые участницы Weeekly будут участвовать в новой серии шоу на выживание Queendom от Mnet, Queendom Puzzle, которая стартует с июня. Четыре участницы были объявлены на шоу M Countdown 18 и 25 мая. Джихан и Пак Соын появились в составе команды «PICK on the top» 18-го, а Ли Су Чжин и Зоа появились в составе команды «DROP The Beat» 25-го. В итоге Джихан заняла 10-е место, Зоа на 19-е, место, Ли Су Чжин на 21-он место и Пак Соын на 23-ое место.
12 сентября группа выпустила цифровой сингл «Good Day (Special Daileee)» в качестве песни для своих поклонников, Daileee. 25 сентября IST Entertainment сообщили, что релиз пятого мини-альбома Weeekly был перенесен на 1 ноября с ранее подтвержденной октябрьской даты, что ознаменовало один год и семь месяцев с момента выхода последнего физического альбома группы.
Группа выпустила свой пятый мини-альбом ColoRise, а также музыкальное видео на ведущий сингл «Vroom Vroom» 1 ноября в 18:00 по восточному времени.

## Состав
| Сценический псевдоним | Сценический псевдоним | Настоящее имя | Настоящее имя | Дата рождения | Позиция в группе                                        |
| Основной              | Другой                | На русском    | Хангыль       | Дата рождения | Позиция в группе                                        |
| --------------------- | --------------------- | ------------- | ------------- | ------------- | ------------------------------------------------------- |
| Суджин                | Soojin                | Ли Су Джин    | 이수진        | 12.12.2001    | Лидер, главный танцор, вокалистка, рэпер, центр, вижуал |
| Мандей                | Monday                | Ким Джи Мин   | 김지민        | 10.05.2002    | Главная вокалистка, ведущий танцор, рэпер               |
| Соын                  | Soeun                 | Пак Со Ын     | 박소은        | 26.10.2002    | Главный танцор, ведущая вокалистка                      |
| Джехи                 | Jaehee                | Ли Дже Хи     | 재희          | 18.03.2004    | Ведущий рэпер, вижуал                                   |
| Джихан                | Jihan                 | Хан Чжи Хё    | 한지효        | 12.07.2004    | Ведущая вокалистка, ведущий танцор, вижуал              |
| Зоа                   | Zoa                   | Чо Хе Вон     | 조혜원        | 31.05.2005    | Главный рэпер, вокалистка, вижуал, макнэ                |

### Бывшие участницы
| Сценический псевдоним | Сценический псевдоним | Настоящее имя | Настоящее имя | Дата рождения | Позиция в группе                          |
| Основной              | Другой                | На русском    | Хангыль       | Дата рождения | Позиция в группе                          |
| --------------------- | --------------------- | ------------- | ------------- | ------------- | ----------------------------------------- |
| Джиюн                 | Jiyoon                | Шин Джи Юн    | 신지윤        | 02.03.2002    | Ведущая вокалистка, ведущая танцор, рэпер |

## Дискография

### Мини-альбомы
- We Are (2020)
- We Can (2020)
- We Play (2021)
- Play Game: Holiday (2021)
- ColoRise (2023)
- Bliss (2024)